# برشاوشان أنديزي
برشاوشان أنديزي (الاسم العلمي:Adiantum andicola) هو نوع من النباتات يتبع جنس البرشاوشان من الفصيلة الديشارية.